# Adam Jones (rugbista 1980)
Adam Mathias Jones (Swansea, 12 gennaio 1980) è un rugbista a 15 britannico internazionale per il Galles che gioca nel ruolo di seconda linea nei Newport Gwent Dragons.
Ha indossato la maglia della Nazionale gallese per la prima volta il 4 febbraio 2006 contro l'Inghilterra (47-13 per gli inglesi).
Nella stagione 2003-04 ha vinto la Celtic League con Scarlets.